# Селективна периферна неуротомија
Селективна периферна неуротомија (СПН) је процедура коју користе неуролози да би обновили покрете руку и руку и побољшали ходање. Ова процедура се обично изводи код пацијената који су доживели повреду мозга или кичмене мождине услед можданог удара, тумора или трауме. Поступак може помоћи и пацијентима који пате од церебралне парализе или мултипле склерозе.
СПН треба изводити тек након што рехабилитација и други конзервативни третмани не успеју. Безбедан је и ефикасан када је изводе искусни неурохирурзи уз помоћ микроскопа и интраоперативне електричне стимулације.  

## Опште информације
Спастицитет може бити узрокована дисфункцијом централног нервног система, као што су церебрална парализа и мождани удар. Код пацијенат који пате од спастичности, песнице се стисну, ручни зглобови се савијају, а руке се тешко исправљају. Слично томе, стопала се могу окренути, а прсти се савијати, што чини ходање изазовним.
Прихваћена патогенеза спастицитета је да су мишићи у стању неспутаног рефлекса истезања без довољно контроле централног нервног система. За сада не постоји идеалан начин за поправку централног нервног система. Конзервативни третман је обично ефикасан код пацијената са благом, па чак и умереном спастичношћу. Хируршке интервенције треба обавити код пацијената код којих је мишићни тонус значајно повећан, како би се неинхибирани рефлекс истезања смањио, циљањем на задњи корен кичмене мождине и периферне нерве који инервирају удове, који се називају селективна задња ризотомија (СЗР) и селективна периферна неуротомија (СПН) (која је индикована за фокалну или мултифокалну спастичност, која је добро прихваћена због ниске инвазивности и лакоће употребе.
У оваквим стањима селективна периферна неуротомија се користи за опуштање прекомерно активних мишића како би се омогућило другим мишићима који имају бољу контролу да раде без ове сметње.

## Историја
Прву периферну неуротомију извео је Ф. Лоренц 1887. године, а затим А. Стофел 1912. године. Ова процедура није добила довољно пажње због високе стопе компликација. Године 1976. Грос је у хируршку процедуру увео микроскоп и интраоперативну електричну стимулацију. Од тада се метода назива „селективна периферна неуротомија“ и широко је прихваћена у свету. СПН је инвазивнији од селективне предње ризотомије (СПР). 

## Метода
Операција се изводи под микроскопом, а њоме се зарежу нерви који доприносе спастичним и дисфункционалним удовима. Типично, функција спастичног мишића је очувана, али је прекомерна активност значајно смањена.
Када се део нерва пресече, мишић је ослабљен и сигнали који се враћају назад у кичмену мождину су ослабљени, а то смањује спастичност. При томе треба имати у виду да се током селективне периферне неуротомије, део нерва остаје нетакнут да би се избегла парализа.

## Прогноза
Након селективна периферна неуротомије, која је релативно једноставна процедура, ефекти су тренутни. Хируршки конци се могу ресорбовати, што значи да није потребна посебна нега након операције.
Рехабилитација обично почиње након 72 сата након процедуре.

## Спољашње веез
|  | Молимо Вас, обратите пажњу на важно упозорење у вези са темама из области медицине (здравља). |